# Lygodactylus williamsi
Gekon Williamsa (Lygodactylus williamsi) – gatunek jaszczurki z rodziny gekonowatych (Gekkonidae).

## Występowanie
Gatunek ten występuje endemicznie we wschodniej Tanzanii na obszarze około 20 km². Zamieszkuje lasy tropikalne u wschodnich podnóży gór Uluguru; spotykany jest niemal wyłącznie na drzewach jednego gatunku pandana – Pandanus rabaiensis.

## Status zagrożenia
W Czerwonej księdze gatunków zagrożonych Międzynarodowej Unii Ochrony Przyrody (IUCN) Lygodactylus williamsi klasyfikowany jest jako gatunek krytycznie zagrożony (CR – Critically Endangered). Gatunkowi zagraża utrata i fragmentacja siedlisk, a także odłów z przeznaczeniem na handel międzynarodowy. W obrębie zasięgu występowania znajdują się dwa rezerwaty, ale są one słabo chronione. Od 2017 roku gatunek jest ujęty w I załączniku konwencji waszyngtońskiej (CITES).